# 艾特伦
艾特伦（法語：Heiteren，法語發音：[aitəʁən] ⓘ）是法国上莱茵省的一个市镇，属于科尔马-里博维莱区。

## 地理
艾特伦（47°58'10"N, 7°32'30"E）面积22.4 平方千米，位于法国大東部大區上莱茵省，该省份为法国东部内陆省份，是阿尔萨斯的一部分，今与下莱茵省组成了阿尔萨斯欧洲集体，其北临下莱茵省，西接孚日省，西南接贝尔福地区省，东侧沿莱茵河与德国相望，南与瑞士接壤。
与艾特伦接壤的市镇（或旧市镇、城区）包括：代瑟奈姆、奥贝尔萨阿桑、热斯瓦塞、南布桑。
艾特伦的时区为UTC+01:00、UTC+02:00（夏令时）。

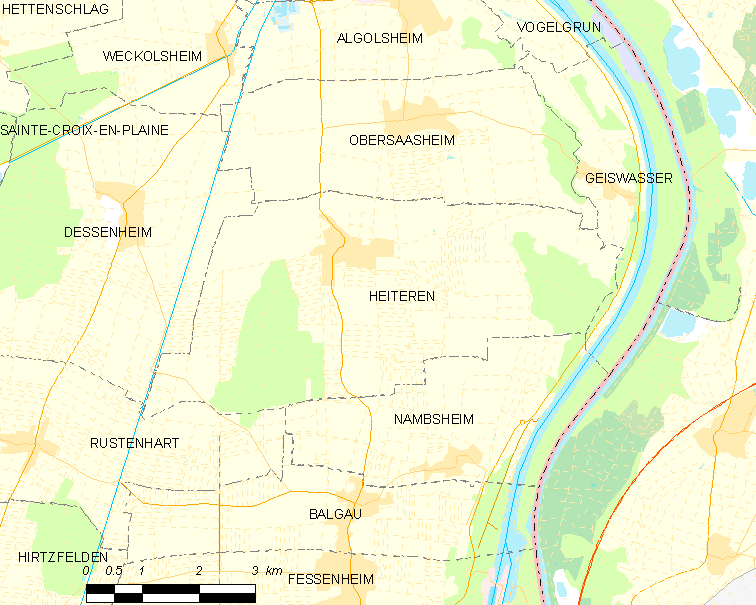
艾特伦的OSM定位图

## 行政
艾特伦的邮政编码为68600，INSEE市镇编码为68130。

## 政治
艾特伦所属的省级选区为恩西赛姆县。

## 人口

1962-2008年间艾特伦人口变化图示

艾特伦于2022年1月1日时的人口数量为1068人。